# Boulevard Voltaire
Boulevard Voltaire (Voltairův bulvár) je ulice v Paříži. Nachází se v 11. obvodu. Tvoří jednu z hlavních os, které vznikly během přestavby Paříže za vlády Napoleona III. Protože spojuje dvě náměstí významná pro dějiny francouzské levice, jsou zde často pořádány pochody či demonstrace.

## Poloha
Ulice vede od náměstí Republiky a končí na náměstí Nation. Ulice je orientována v jihovýchodním směru. Pod bulvárem vede linka metra č. 9.

## Historie
Ulice byla otevřena v roce 1857 pod názvem Boulevard du Prince-Eugène. Současný název podle francouzského spisovatele Voltaira nese od 25. října 1870.
Dne 8. února 1962 došlo na nedaleké stanici metra Charonne k masakru.

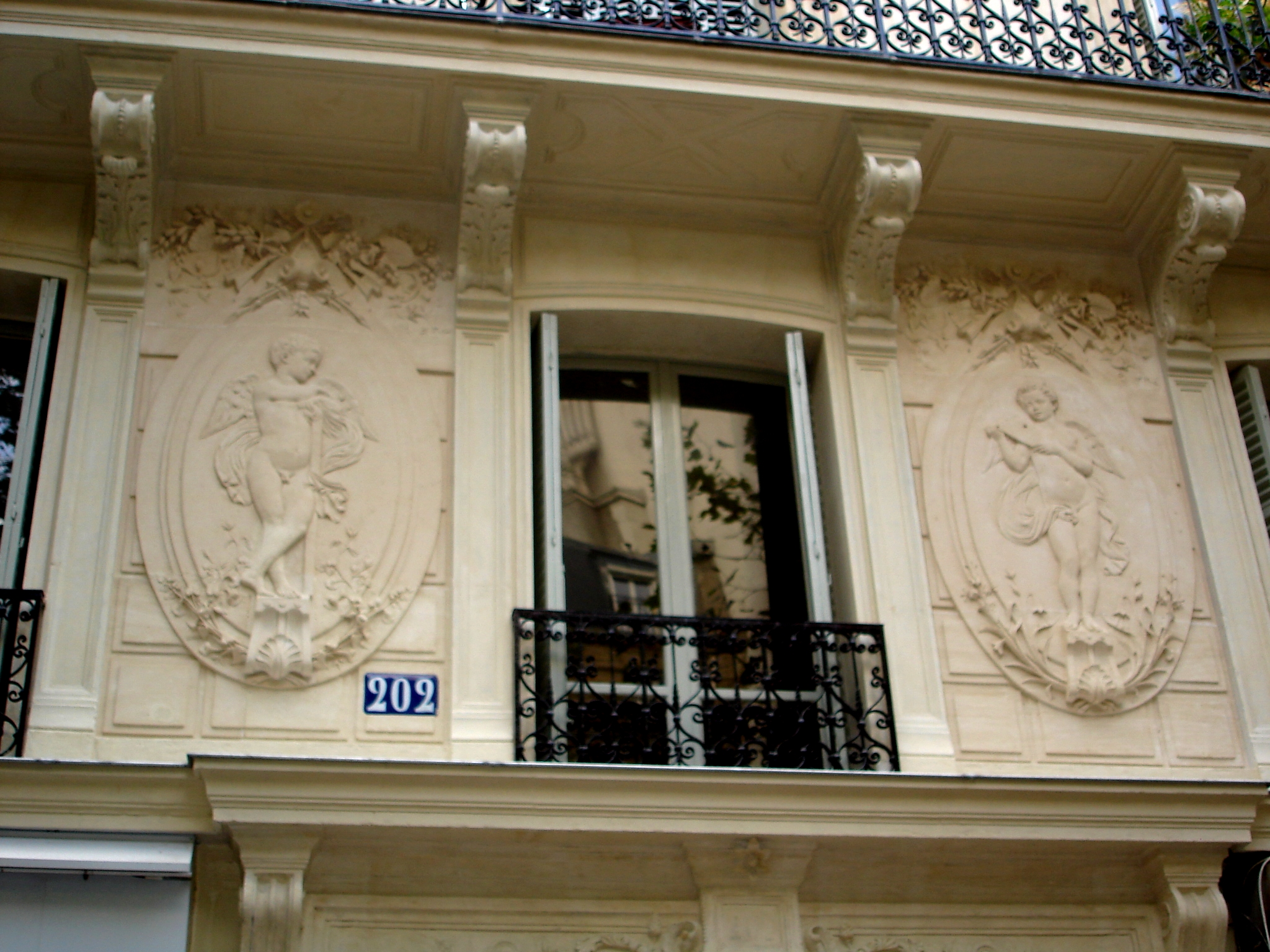
Andělé na domě č. 202

## Významné stavby
- Dům č. 50: koncertní sál Bataclan.
- Dům č. 71: kostel svatého Ambrože.
- Dům č. 201 postavený v roce 1882 má na fasádě směřující do ulice Rue Alexandre-Dumas sochu Alexandra Dumase a seznam jeho hlavních děl. Jedná se o památku na palác, ve kterém Alexandre Dumas bydlel, a který byl zbořen.
- Dům č. 202 ve stylu Ludvíka Filipa má dva basreliéfy obklopující okno a představující dva anděly hrající na hudební nástroje.
- Dům č. 224 z počátku 20. století s vraty z tepaného železa je bývalé sídlo společnosti Cusenier (dnes součástí Pernod Ricard).
- Dům č. 252 z roku 1901 byl postaven z cihel a ocele pro potřeby kasina, dnes slouží jako banka a obytné prostory.
- Dům č. 254: zde bydlel francouzský malíř Alexandre Defaux (1826–1900), představitel Barbizonské školy.